# Blue Öyster Cult
Blue Öyster Cult este o trupă americană de rock formată în Long Island, Stony Brook, New York, în 1967. Trupa a vândut 25 de milioane de discuri în întreaga lume, dintre care 7 milioane în Statele Unite ale Americii. Fuziunea trupei de hard rock cu rock psihedelic și înclinația către versuri oculte, fantastice și ironice, a avut o influență majoră asupra muzicii heavy metal.

## Discografie
Albume de studio
- Blue Öyster Cult (1972)
- Tyranny and Mutation (1973)
- Secret Treaties (1974)
- Agents of Fortune (1976)
- Spectres (1977)
- Mirrors (1979)
- Cultösaurus Erectus (1980)
- Fire of Unknown Origin (1981)
- The Revölution by Night (1983)
- Club Ninja (1985)
- Imaginos (1988)
- Heaven Forbid (1998)
- Curse of the Hidden Mirror (2001)
- The Symbol Remains (2020)